# ادبیات عامه‌پسند
ادبیات عامه‌پسند یا ادبیات مردم‌پسند یا ادبیات عامه یا ادبیات عوامانه یا ادبیات توده‌پسند یا ادبیات همه‌خوان بخشی از فرهنگ عامه و گونه‌ای از ادبیات است که مخاطبانش تودهٔ مردم هستند و بر پایهٔ ذوق و سلیقه و علاقهٔ آنان پدید می‌آید. هدف اصلی این نوع ادبیات سرگرم کردن خواننده است و از همین رو در پدید آوردن آن‌ها موازین هنری و خلاقیت ادبی نقش ندارد. 
از میان نویسندگان آثار عامه پسند قدیمی در ایران می‌توان به نام‌های زیر اشاره کرد:
- شاهپور آرین‌نژاد، نویسندهٔ پرکار پاورقی‌های پرهیجان تاریخی در دههٔ ۱۳۳۰ و خالق ده مرد رشید،
- احمد احرار، نویسندهٔ رمان‌های تاریخی،
- رسول ارونقی کرمانی، سردبیر اطلاعات هفتگی،
- ر اعتمادی، سردبیر مجلهٔ جوانان امروز و از مشهورترین و پرخواننده‌ترین نویسندگان پاورقی‌های عشقی احساسی که از نام مستعار راما نیز استفاده کرده‌است،
- پرویز قاصی‌سعید،
- کورس بابایی،
- سبکتکین سالور.[۲]

امروزه نیز عدهٔ زیادی در این زمینه قلم می‌زنند که از میان ایشان می‌توان به فهیمه رحیمی، نسرین ثامنی، شهره وکیلی، مرتضی مودب‌پور، نسرین قدیری و فریده رهنما اشاره کرد.